# Pro Sesto 1913 2023-2024
Questa voce raccoglie le informazioni riguardanti la Pro Sesto nelle competizioni ufficiali della stagione 2023-2024.

## Stagione
Nella stagione 2023-2024 la Pro Sesto disputa il girone A del campionato di Serie C, raccoglie 35 punti con il diciannovesimo e penultimo posto finale. Non ha potuto giocare il Play-out con l'Arzignano, giunto sedicesimo, perché i vicentini hanno raccolto 44 punti, 9 punti in più dei biancoazzurri, ed il limite per disputare lo spareggio erano 8 punti. Così la Pro Sesto retrocede in Serie D. Nella Coppa Italia di Serie C subito fuori nel primo turno con il Giana Erminio che si è imposto (1-3) al Breda.

## Divise e sponsor
Il fornitore tecnico per la stagione 2023-2024 è Erreà. Lo sponsor di maglia è Il gigante.
| Casa | Trasferta | Terza divisa |

## Organigramma societario
Di seguito l'organigramma dal sito internet ufficiale della società.
Area direttiva
- Presidente: Gabriele Albertini
- Vice presidente: Luca Villa
- Amministratore delegato: Mauro Ferrero
- Direttore amministrativo: Nicola Manera
- Direttore generale: Matteo Fraschini

Area organizzativa
- Revisore e Sindaco Unico: Riccardo Rapelli
- Segreteria: Gaetano Melillo, Virginia de Simio,
- Magazzinieri: Massimo Noto, Mimmo Liso

Area comunicazione
- S.L.O.: Giovanni Tanucci
- Addetto stampa: Stefano Peduzzi

Area tecnica
- Direttore sportivo: Christian Botturi
- Allenatore: Matteo Andreoletti

## Rosa
| N. |                   | Ruolo | Calciatore                 |
| -- | ----------------- | ----- | -------------------------- |
| 1  | Italia (bandiera) | P     | Federico Del Frate         |
| 3  | Italia (bandiera) | D     | Emanuele Maurizii          |
| 4  | Italia (bandiera) | C     | Tommaso Gattoni (capitano) |
| 5  | Italia (bandiera) | D     | Luca Marianucci            |
| 8  | Italia (bandiera) | C     | Pietro Santarpia           |
| 9  | Italia (bandiera) | A     | Damiano Basili             |
| 10 | Italia (bandiera) | A     | Elia Petrelli              |
| 12 | Italia (bandiera) | P     | Simone Formosa             |
| 16 | Italia (bandiera) | A     | Luca Petrungaro            |
| 17 | Italia (bandiera) | D     | Leonardo D'Alessio         |
| 18 | Italia (bandiera) | C     | Andrea Palazzi             |
| 19 | Italia (bandiera) | D     | Denis Caverzasi            |
| 20 | Italia (bandiera) | A     | Francesco Barranca         |

| N. |                     | Ruolo | Calciatore            |
| -- | ------------------- | ----- | --------------------- |
| 21 | Italia (bandiera)   | C     | Andrea Bussaglia      |
| 22 | Italia (bandiera)   | P     | Federico Botti        |
| 23 | Italia (bandiera)   | D     | Francesco Mapelli     |
| 25 | Italia (bandiera)   | C     | Riccardo Boscolo Chio |
| 2  | Italia (bandiera)   | C     | Lorenzo Ferro         |
| 30 | Italia (bandiera)   | D     | Dario Toninelli       |
| 32 | Italia (bandiera)   | A     | Marcello Sereni       |
| 39 | Norvegia (bandiera) | A     | Julian Kristoffersen  |
| 65 | Italia (bandiera)   | D     | Luca Iotti            |
| 65 | Italia (bandiera)   | D     | Simone Giorgeschi     |
| 80 | Italia (bandiera)   | A     | Mattia Florio         |
| 98 | Italia (bandiera)   | A     | Nicolò Bruschi        |
|    | Italia (bandiera)   | C     | Andrea Poli           |

## Statistiche

### Statistiche di squadra
| Competizione         | Punti | In casa | In casa | In casa | In casa | In casa | In casa | In trasferta | In trasferta | In trasferta | In trasferta | In trasferta | In trasferta | Totale | Totale | Totale | Totale | Totale | Totale | DR |
| Competizione         | Punti | G       | V       | N       | P       | Gf      | Gs      | G            | V            | N            | P            | Gf           | Gs           | G      | V      | N      | P      | Gf     | Gs     | DR |
| -------------------- | ----- | ------- | ------- | ------- | ------- | ------- | ------- | ------------ | ------------ | ------------ | ------------ | ------------ | ------------ | ------ | ------ | ------ | ------ | ------ | ------ | -- |
| Serie C              | 0     | 0       | 0       | 0       | 0       | 0       | 0       | 0            | 0            | 0            | 0            | 0            | 0            | 0      | 0      | 0      | 0      | 0      | 0      | 0  |
| Coppa Italia Serie C | -     | 0       | 0       | 0       | 0       | 0       | 0       | 0            | 0            | 0            | 0            | 0            | 0            | 0      | 0      | 0      | 0      | 0      | 0      | 0  |
| Totale               | 0     | 0       | 0       | 0       | 0       | 0       | 0       | 0            | 0            | 0            | 0            | 0            | 0            | 0      | 0      | 0      | 0      | 0      | 0      | 0  |

## Giovanili

### Organigramma
Area direttiva
- Responsabile: Marco Grossi

Scuola Calcio
- Responsabile scouting: Paolo Bugini
- Coordinatore area pre-agonistica: Gabriele Parolari